# Wschodnioniemiecka Formuła Easter Sezon 1973
1973 – drugi sezon Wschodnioniemieckiej Formuły Easter, rozgrywany w ramach mistrzostw NRD według przepisów Formuły Easter.

## Kalendarz wyścigów
| Runda | Data        | Tor         | Pole position | Najszybsze okrążenie | Zwycięzca (kierowcy) | Zwycięzca (zespoły)   |
| ----- | ----------- | ----------- | ------------- | -------------------- | -------------------- | --------------------- |
| 1     | 27 maja     | Bernau      | ?             | ?                    | Wolfgang Küther      | MC Betonwerke Dresden |
| 2     | 3 czerwca   | Bautzen     | ?             | ?                    | Siegfried Scholz     | MC Berlin             |
| 3     | 8 lipca     | Sachsenring | ?             | Wolfgang Küther      | Wolfgang Küther      | MC Betonwerke Dresden |
| 4     | 5 sierpnia  | Schleiz     | ?             | Wolfgang Küther      | Wolfgang Küther      | MC Betonwerke Dresden |
| 5     | 16 września | Frohburg    | ?             | Wolfgang Küther      | Wolfgang Krug        | MC Großenhain         |

## Klasyfikacja kierowców
| Legenda oznaczeń w tabelach wyników Wyświetl szablon na nowej stronie | Legenda oznaczeń w tabelach wyników Wyświetl szablon na nowej stronie                                                                     |
| Oznaczenie                                                            | Wyjaśnienie |
| --------------------------------------------------------------------- | --- |
| Złoty                                                                 | Zwycięzca lub mistrzostwo |
| Srebrny                                                               | 2. miejsce lub wicemistrzostwo |
| Brązowy                                                               | 3. miejsce lub II wicemistrzostwo |
| Zielony                                                               | Ukończył, punktował (w klasyfikacji generalnej, gdy zdobył co najmniej jeden punkt na przestrzeni sezonu, poza trzema powyższymi opcjami) |
| Niebieski                                                             | Ukończył, nie punktował (w klasyfikacji generalnej, gdy nie zdobył co najmniej jednego punktu na przestrzeni sezonu)                      |
| Czerwony                                                              | Nie zakwalifikował się (NZ) |
| Czerwony                                                              | Nie prekwalifikował się (NPK) |
| Różowy                                                                | Nie ukończył (NU) |
| Różowy                                                                | Niesklasyfikowany (NS) (w klasyfikacji generalnej, gdy nie został sklasyfikowany w żadnym wyścigu sezonu)                                 |
| Czarny                                                                | Zdyskwalifikowany (DK) |
| Czarny                                                                | Wykluczony (WYK/EX) |
| Biały                                                                 | Nie wystartował (NW) |
| Biały                                                                 | Kontuzjowany (K/INJ) |
| Biały                                                                 | Wyścig odwołany (OD/C) |
| Bez koloru                                                            | Został wycofany (WYC/WD) |
| Bez koloru                                                            | Nie przybył (NP/DNA) |
| Bez koloru                                                            | Nie brał udziału w treningach (NT/DNP) |
| Bez koloru                                                            | Nie został zgłoszony (–) |
| Pogrubienie                                                           | Start z pole position |
| Kursywa                                                               | Najszybsze okrążenie wyścigu |
| †                                                                     | Nie ukończył, ale jego rezultat został zaliczony ze względu na przejechanie więcej niż 90% dystansu wyścigu.                              |
| *                                                                     | Sezon w trakcie |
| 1/2/3                                                                 | Punktowana pozycja w sprincie kwalifikacyjnym                                                                                             |
| Lista systemów punktacji Formuły 1                                    | |

| Poz.                                          | Kierowca             | Zespół                      | BER | BAU | SCH | SLZ | FRO |
| --------------------------------------------- | -------------------- | --------------------------- | --- | --- | --- | --- | --- |
| 1                                             | Wolfgang Küther      | MC Betonwerke Dresden       | 1   | -   | 1   | 1   | NU  |
| 2                                             | Wolfgang Krug        | MC Großenhain               | 3   | -   | 2   | 2   | 1   |
| 3                                             | Heinz Melkus         | MC Post Dresden             | 4   | -   | 3   | 3   | 3   |
|                                               | Manfred Berger       | MC Brand-Erbisdorf          | -   | -   | 5   | 5   | 2   |
|                                               | Hartmut Thaßler      | MC Rackwitz-Delitzsch       | 6   | 2   | -   | 7   | 5   |
|                                               | Siegfried Scholz     | MC Berlin                   | -   | 1   | 7   | 12  | 8   |
|                                               | Dieter Lindner       | MC Dresden                  | -   | 3   | 6   | -   | 7   |
|                                               | Ulli Melkus          | MC Dresden                  | 5   | -   | 4   | 4   | 4   |
|                                               | Jürgen Käppler       | MC Wolfen-Bitterfeld        | -   | -   | 8   | -   | 6   |
|                                               | Siegfried Bubenik    | MC Betonwerke Dresden       | 7   | -   | -   | 10  | -   |
| Kierowcy niedopuszczeni do zdobywania punktów |                      |                             |     |     |     |     |     |
| NS                                            | Karel Jílek          | Studio Praha                | 2   | -   | -   | -   | -   |
| NS                                            | Aleksander Oczkowski | Automobilklub Śląski        | -   | -   | -   | 6   | -   |
| NS                                            | Jiří Červa           |                             | -   | -   | -   | 8   | -   |
| NS                                            | Karel Vaněk          |                             | -   | -   | -   | 9   | -   |
| NS                                            | Józef Kiełbania      | Automobilklub Świętokrzyski | -   | -   | -   | 11  | -   |
| NS                                            | Jiří Vančura         |                             | -   | -   | -   | 13  | -   |
| NS                                            | Stefan Jagielski     | Automobilklub Warszawski    | -   | -   | -   | 14  | -   |
| NS                                            | Jaroslav Mlček       |                             | -   | -   | -   | 15  | -   |
| NS                                            | Lech Jaworowicz      | Automobilklub Warszawski    | -   | -   | -   | 16  | -   |
| NS                                            | Josef Panožka        |                             | -   | -   | -   | 17  | -   |
| NS                                            | František Valovič    |                             | -   | -   | -   | 18  | -   |
| NS                                            | Marcin Biernacki     | Automobilklub Warszawski    | -   | -   | -   | 19  | -   |
| NS                                            | Konrad Zagórski      | Automobilklub Śląski        | -   | -   | -   | 20  | -   |
| NS                                            | Janusz Zdrojewski    | Automobilklub Warszawski    | -   | -   | -   | 21  | -   |
| NS                                            | Maciej Bogusławski   | Automobilklub Warszawski    | -   | -   | -   | 22  | -   |
| NS                                            | J. Rustak            |                             | -   | -   | -   | 23  | -   |
| NS                                            | Witold Wróbel        | Automobilklub Świętokrzyski | -   | -   | -   | 24  | -   |
| NS                                            | František Janotka    |                             | -   | -   | -   | 25  | -   |